# Marie-Isabelle de Bourbon-Siciles
 (mars 2025).
Si vous disposez d'ouvrages ou d'articles de référence ou si vous connaissez des sites web de qualité traitant du thème abordé ici, merci de compléter l'article en donnant les références utiles à sa vérifiabilité et en les liant à la section « Notes et références ».
Marie-Isabelle de Bourbon-Siciles, née le 2 décembre 1793 à Naples et morte le 23 avril 1801 à Naples, est un membre de la dynastie capétienne de Bourbon, de la noblesse italienne et une princesse de Naples et de Sicile. Elle décède le 23 février 1801, à l'âge de sept ans, huit mois avant son huitième anniversaire.

## Biographie

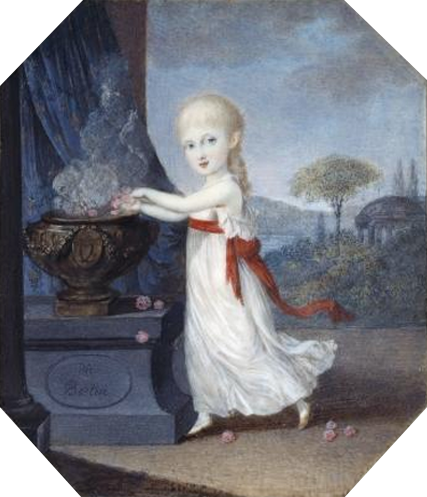
Marie-Isabelle de Naples et de Sicile (1793-1801), miniature de peintre inconnu.

Marie-Isabelle est née le 2 décembre 1793 à Naples et porte le nom de sa tante maternelle, Marie-Isabelle Anne, décédée à l'âge de six ans en 1749.
Elle est le dernier enfant et la plus jeune fille de Ferdinand Ier des Deux-Siciles et de son épouse, Marie-Caroline d'Autriche.
Elle est titrée princesse de Naples et de Sicile jusqu'à sa mort.
Son père, Ferdinand, alors duc de Calabre, est le troisième fils et le neuvième enfant du roi Charles III d'Espagne et de la reine Marie-Amélie de Saxe. Sa mère, l'archiduchesse Marie-Caroline d'Autriche, est la dixième fille et le treizième enfant de l'impératrice Marie-Thérèse et de son époux, l'empereur François Ier du Saint-Empire romain germanique.
Par sa mère, elle est la nièce de Marie-Antoinette, et par son père, elle est également la nièce de Marie-Louise d'Espagne et de Charles IV d'Espagne.
Parmi ses frères figurent le futur roi François et Léopold, prince de Salerne. Un autre frère, Charles duc de Calabre, meut en 1778 à l'âge de trois ans de la variole. Parmi ses sœurs, on compte la princesse Marie-Thérèse, qui porte le nom de sa grand-mère, et la princesse Louise, qui devient plus tard grande-duchesse de Toscane. Une autre sœur, la princesse Marie-Christine, est l'épouse de Charles Félix de Sardaigne et devient reine de Sardaigne. Une autre sœur, la princesse Marie-Christine Amélie, meurt en 1783 de la variole. Une autre de ses sœurs est reine de France en tant qu'épouse de Louis Philippe Ier, et sa plus jeune sœur devient plus tard princesse des Asturies.
En 1798, l'armée révolutionnaire française envahit Naples, forçant la famille royale à s'exiler en Sicile. Ils ont quitté Naples à bord du HMS Vanguard. Au cours du voyage en mer, le frère de Marie-Isabelle, Albert, décède le 24 décembre 1798 d'épuisement à l'âge de 6 ans.
Marie-Isabelle décède le 23 avril 1801, à l'âge de sept ans. Elle est enterrée dans l'église de Sainte-Claire à Naples.

## Titres et styles
- 2 décembre 1793 – 23 avril 1801 : Son Altesse Royale la princesse Marie-Isabelle de Naples et de Sicile, Infante de Espagne